# 日本の企業一覧 (ガラス・土石製品)
日本の企業一覧(ガラス・土石製品)（にほんのきぎょういちらん がらす・どせきせいひん）は、「証券コード協議会」が定める業種区分に基づき「ガラス・土石製品」とされる日本の企業の一覧。

## ア行
- AvanStrate
- ASAHI EITOホールディングス（東証スタンダード・5341）
- 旭コンクリート工業（東証スタンダード・5268）
- 旭ダンケ（JASDAQ・5281）
- 旭ファイバーグラス
- アジアパイルホールディングス（東証プライム・5288）
  - ジャパンパイル
- 石川島建材工業（東証2・5276）
- 石塚硝子（東証スタンダード・5204）
- イトーヨーギョー（東証スタンダード・5287）
- INAX（東証1・5336）→LIXIL
- 宇部マテリアルズ（東証2・5390）
- UBE三菱セメント
- エーアンドエーマテリアル（東証スタンダード・5391）
- AGC（旧：旭硝子）（東証プライム・5201）
- SECカーボン（東証スタンダード・5304）
- エバタ（JASDAQ・5278）
- オハラ（東証スタンダード・5218）
- 大久保製壜所

## カ行
- 関西マテック
- 九州耐火煉瓦（大証2・5362）→黒崎播磨
- クアーズテック
- クニミネ工業（東証スタンダード・5388）
- 倉元製作所（東証スタンダード・5216）
- 黒崎播磨（東証プライム・5352）
- 神島化学工業（東証スタンダード・4026）
- コバレントマテリアル→クアーズテック

## サ行
- 三共理化学（JASDAQ・5383）
- ジオスター（東証スタンダード・5282）
- ジャニス工業（名証メイン・5342）
- 品川リフラクトリーズ（東証プライム・5351）
  - イソライト工業（東証1・5358）
- 新東（東証スタンダード・5380）
- スパンクリートコーポレーション（東証スタンダード・5277）
- 住友大阪セメント（東証プライム・5232）
- セラミカ

## タ行
- 太平洋セメント（東証プライム・5233）
  - デイ・シイ（東証1・5234）
- 高見澤
- 武井工業所（フェニックス銘柄・5286）（元JASDAQ）
- ダントーホールディングス（東証スタンダード・5337）
  - 株式会社 Danto Tile
    - 西日本ダントー株式会社

  - タッチストーン・キャピタル・マネージメント株式会社
- 中越アドバンス
- チヨダウーテ（東証スタンダード・5387）
- 鶴弥（東証スタンダード・5386）
- テクノクオーツ（東証スタンダード・5217）
- 東海カーボン（東証プライム・5301）
- 東海高熱工業
- 東京窯業（東証スタンダード・5363）
- 東芝セラミックス（東証1・5213）→コバレントマテリアル→クアーズテック
- TOTO（東証プライム・5332）
- 東邦テナックス（東証1・3403）
- 東洋佐々木ガラス（旧・佐々木硝子）
- 東洋炭素（東証プライム・5310）
- トーヨーアサノ（東証スタンダード・5271）

## ナ行
- 中川ヒューム管工業
- ニチアス（東証プライム・5393）
- ニチハ（東証プライム・7943）
- ニッカトー（東証スタンダード・5367）
- ニッコー (洋食器)（名証メイン・5343）
- 日鉄セメント（旧：日鉄住金セメント ← 日鐵セメント）
- 日東紡績（東証プライム・3110）
- 日本板硝子（東証プライム・5202）
- 日本インシュレーション（東証スタンダード・5368）
- 日本カーボン（東証プライム・5302）
- 日本碍子（東証プライム・5333）
- 日本興業（東証スタンダード・5279）
- 日本コンクリート工業（東証プライム・5269）
- 日本ゼニスパイプ（JASDAQ・5274）
- 日本セラテック（東証1・5345）→NTKセラテック
- 日本電気硝子（東証プライム・5214）
- 日本特殊陶業（東証プライム・5334）
  - NTKセラテック
- 日本ヒューム（東証プライム・5262）
- 日本ミクロコーティング→Mipox
- 日本山村硝子（東証スタンダード・5210）
- 日本坩堝（東証スタンダード・5355）
- 日本レヂボン（東証2・5389）
- ノザワ（東証スタンダード・5237）
- ノリタケカンパニーリミテド（東証プライム・5331）

## ハ行
- ハネックス（東証2・5267）→ゼニス羽田→ベルテクス（ベルテクスコーポレーションの子会社）
- 深川製磁（GSオーディナリー・5335）（福証）
- 不二硝子（東証スタンダード・5212）
- フジミインコーポレーテッド（東証プライム・5384）
- ベルテクスコーポレーション（東証スタンダード・5290）
  - ベルテクス（東証2・5289）（旧：ゼニス羽田）
  - ホクコン→ベルテクス

## マ行
- Mipox（東証スタンダード・5381）
  - 日本研紙（東証2・5398）
- MARUWA（東証プライム・5344）
- 三谷セキサン（東証スタンダード・5273）
- 三菱マテリアル建材
- 美濃窯業（東証スタンダード・5356）
- 明星セメント

## ヤ行
- ヤマウホールディングス（東証スタンダード・5284）
  - ヤマウ
- ヤマックス（東証スタンダード・5285）
- ヨータイ（東証プライム・5357）

## ラ行
- 理研コランダム（東証スタンダード・5395）
- 琉球セメント

## ワ行
- 和歌山高炉セメント